# Мьюз, Кеннет
Кеннет «Кен» Ли Мьюз (англ. Kenneth «Ken» Lee Muse ; 26 июля 1910 — 26 июля 1987) — американский художник-мультипликатор. Он наиболее известен своей работой над сериалом «Том и Джерри» в студии Metro-Goldwyn-Mayer.

## Биография
Кеннет Мьюз родился в Северной Каролине 26 июля 1910 года. В начале своей карьеры он некоторое время работал в студии Walt Disney Productions, где был ассистентом Престона Блэра в «Фантазии» (он помогал делать сцены в «Ученике чародея» ). Мьюз также создал анимацию для Пиноккио (эпизод «Mai mi legherai») и различных мультфильмов о Микки Маусе, таких как «Плутон, тайный путешественник» (1940), «Вечеринка по случаю дня рождения Микки» (1942) и «Время симфонии» (1942).
Кеннет Мьюз покинул студию Дисней во время забастовки мультипликаторов 1941 года и присоединился к мультипликационной студии Metro-Goldwyn-Mayer вместе с другими художник-мультипликаторами Рэем Паттерсоном, Престоном Блэром, Эдом Лавом , Уолтером Клинтоном и Грантом Симмонсом. Его направили в подразделении Уильяма Ханны и Джозефа Барберы, где он оставался в течение 17 лет и делал большую часть короткометражных фильмов «Том и Джерри» . Кеннет Мьюз также анимировал танец Джерри с Джином Келли в мюзикле 1945 года «Поднять якоря» .
Когда MGM закрыла свою анимационную студию в 1957 году, Мьюз присоединился к своим бывшим боссам в их новой компании Hanna-Barbera. Был одним из самых плодовитых мультипликаторов компании в конце 1950-х - начале 1960-х годов. Он делал множество эпизодов, в том числе пилотный короткометражный фильм «The Flagstones». В течение трех десятилетий он создавал анимацию почти для всех мультсериалов Ханны-Барбера, включая «Шоу Браккобальдо» (1958), «Праотцы » (1960), «Шоу Мишки Йоги» (1961), «Лучший кот» (1961), «Джетсоны» (1962), Wacky Races (1968), The Fury of Hong Kong (1974), Jabber Jaw (1976) и Вызов Супер друзей (1978).

## Личная жизнь
Мьюз женился на Онетты Сил. Он был отчимом певицы и автора песен Джуди Силл, с которой у него были напряженные отношения.

## Смерть
Кеннет Мьюз умер 26 июля 1987 года, в свой семьдесят седьмой день рождения, в Темплтоне.